# Syrena Sport

Syrena Sport

Syrena Sport var en tänkt sportbil från polska FSO Syrena. Den hade en kaross av glasfiber designad av Cezary Nawrot och drevs av en fyrcylindrig boxermotor designad av Wladyslaw Skoczynski.